# Grammy-díj a legjobb hard rock teljesítményért

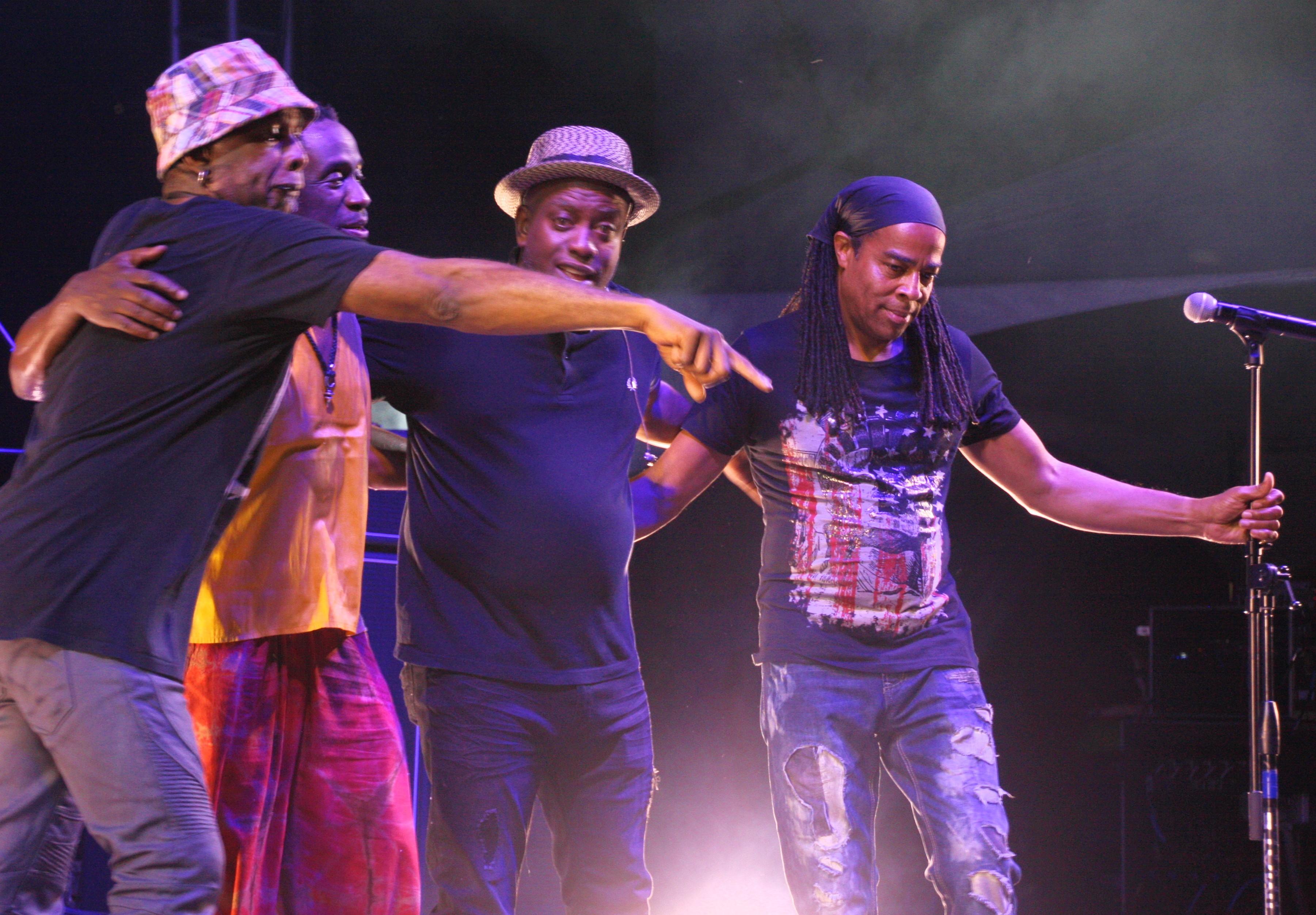
A kategória kétszeres nyertese, a Living Colour együttes.

A legjobb hard rock teljesítményért járó Best Hard Rock Performance elnevezésű Grammy-díjat először 1990-ben adták át, a 32. Grammy-díjátadásnál. Utoljára 2011-ben adták át.
1989-ben még Best Hard Rock/Metal Performance Vocal or Instrumental néven, a heavy metal előadókkal közös kategóriában, díjazták a hard rockegyüttesek teljesítményét. Ebben az évben a Jethro Tull nyert Crest of a Knave című albumával a mindenki által befutónak várt Metallica …And Justice for All című albumát megelőzve. Az eredmény miatt széles körben kritizálták a Grammy-díjat odaítélő National Academy of Recording Arts and Sciences (magyarul: Hangfelvételművészetek és -tudományok Nemzeti Akadémiája) intézetét, mivel több szakújságíró szerint a Jethro Tull zenéje se nem hard rock, se nem heavy metal.
Az Akadémia a botrány után a következő évben hozta létre a Best Metal Performance és Best Hard Rock Performance kategóriákat. Ennek ellenére továbbra is előfordult, hogy heavy metal előadókat is jelöltek a "legjobb hard rock teljesítmény" díjára és ez fordítva is igaz volt. 2012-ben és 2013-ban ismét egyetlen közös kategóriába vonták össze a hard rock és heavy metal együttesek díjazását Best Hard Rock/Metal Performance néven. 2014-től újra két külön kategóriára osztották a rock és metal előadókat (Best Rock Performance és Best Metal Performance).

## 1990-es évek
| Év   | Díjazott előadó            | Díjazott dal                          | További jelölések                                             | Forrás |
| ---- | -------------------------- | ------------------------------------- | ------------------------------------------------------------- | ------ |
| 1990 | Living Colour              | "Cult of Personality"                 | - Mötley Crüe – "Dr. Feelgood"                                | [ 6 ]  |
| 1991 | Living Colour              | Time's Up                             | - Mötley Crüe – "Kickstart My Heart"                          | [ 7 ]  |
| 1992 | Van Halen                  | For Unlawful Carnal Knowledge         | - Guns N’ Roses – Use Your Illusion I                         | [ 8 ]  |
| 1993 | Red Hot Chili Peppers      | "Give It Away"                        | - Pearl Jam – "Jeremy"                                        | [ 9 ]  |
| 1994 | Stone Temple Pilots        | "Plush"                               | - The Smashing Pumpkins – "Cherub Rock"                       | [ 10 ] |
| 1995 | Soundgarden                | "Black Hole Sun"                      | - Pearl Jam – "Go"                                            | [ 11 ] |
| 1996 | Pearl Jam                  | "Spin the Black Circle"               | - Van Halen – "The Seventh Seal"                              | [ 12 ] |
| 1997 | The Smashing Pumpkins      | "Bullet with Butterfly Wings"         | - Stone Temple Pilots – "Trippin' on a Hole in a Paper Heart" | [ 13 ] |
| 1998 | The Smashing Pumpkins      | "The End Is the Beginning Is the End" | - Rage Against the Machine – "People of the Sun"              | [ 14 ] |
| 1999 | Jimmy Page és Robert Plant | "Most High"                           | - Pearl Jam – "Do the Evolution"                              | [ 15 ] |

## 2000-es évek
| Év   | Díjazott előadó           | Díjazott dal         | További jelölések                              | Forrás |
| ---- | ------------------------- | -------------------- | ---------------------------------------------- | ------ |
| 2000 | Metallica                 | "Whiskey in the Jar" | - Limp Bizkit – "Nookie"                       | [ 16 ] |
| 2001 | Rage Against the Machine  | "Guerrilla Radio"    | - Stone Temple Pilots – "Down"                 | [ 17 ] |
| 2002 | Linkin Park               | "Crawling"           | - Saliva – "Your Disease"                      | [ 18 ] |
| 2003 | Foo Fighters              | "All My Life"        | - System of a Down – "Aerials"                 | [ 19 ] |
| 2004 | Evanescence és Paul McCoy | "Bring Me to Life"   | - Queens of the Stone Age – "Go with the Flow" | [ 20 ] |
| 2005 | Velvet Revolver           | "Slither"            | - Slipknot – "Duality"                         | [ 21 ] |
| 2006 | System of a Down          | "B.Y.O.B."           | - Queens of the Stone Age – "Little Sister"    | [ 22 ] |
| 2007 | Wolfmother                | "Woman"              | - Tool – "Vicarious"                           | [ 23 ] |
| 2008 | Foo Fighters              | "The Pretender"      | - Tool – "The Pot"                             | [ 24 ] |
| 2009 | The Mars Volta            | "Wax Simulacra"      | - Rob Zombie – "The Lords of Salem"            | [ 25 ] |

## 2010-es évek
| Év   | Díjazott előadó       | Díjazott dal  | További jelölések                           | Forrás |
| ---- | --------------------- | ------------- | ------------------------------------------- | ------ |
| 2010 | AC/DC                 | "War Machine" | - Nickelback – "Burn It to the Ground"      | [ 26 ] |
| 2011 | Them Crooked Vultures | "New Fang"    | - Stone Temple Pilots – "Between the Lines" | [ 27 ] |

## Fordítás
- Ez a szócikk részben vagy egészben a Grammy Award for Best Hard Rock Performance című angol Wikipédia-szócikk ezen változatának fordításán alapul.  Az eredeti cikk szerkesztőit annak laptörténete sorolja fel. Ez a jelzés csupán a megfogalmazás eredetét és a szerzői jogokat jelzi, nem szolgál a cikkben szereplő információk forrásmegjelöléseként.

## Külső hivatkozások
- Hivatalos honlap